# Ilario Alibrandi
Ilario Alibrandi (Roma, 8 febbraio 1823 – Roma, 26 gennaio 1894) è stato un giurista italiano.
Fervente cristiano, tenne la cattedra di diritto romano a Roma dal 1850.
Si ritirò per lealtà verso il papa con la breccia di Porta Pia (1870).
Abile filologo, elaborò i criteri per individuare la soprastrutture giustiniane.
L'ingegnere e professore di idraulica a Pisa, Pietro Alibrandi, era suo figlio.

## Opere
- [Opere], vol. 1, Roma, Congregatio De Propaganda Fide, 1896.